# Аккорси, Стефано
Сте́фано Ле́лио Бениами́но Акко́рси (итал. Stefano Lelio Beniamino Accorsi; род. 2 марта 1971, Болонья, Италия) — итальянский актёр.

## Биография
Стефано Аккорси родился 2 марта 1971 года в Болонье. Учился в научном лицее имени Альберта Сейбина. Вскоре после окончания школы приглянулся именитому кинорежиссёру Пупи Авати, который дал ему роль второго плана в своём фильме «Братья и сёстры», вышедшем на экраны в 1992 году. 
В то же время учился в театральной школе Алессандры Галанте Гарроне в Болонье, окончил её в 1993 году. После этого стал актёром болонского театра «Арена Солнца». Широкую известность в Италии приобрёл в 1994 году, снявшись в рекламе мороженого Maxibon. Ролик поставил известный режиссёр Даниэле Лукетти, впоследствии поработавший с Аккорси и в большом кино.
Аккорси исполнил главную роль в драме о взрослении «Джек Фрушианте вышел из группы», поставленной Энцой Негрони по одноимённому роману Энрико Брицци и вышедшей на экраны в 1996 году. Он совмещал работу в театре и в кино. 
В 1998 году вышли на экраны сразу два фильма, в которых Аккорси исполнил главные роли: в картине Даниэле Лукетти «Маленькие учителя» он предстал в роли бойца антифашистского сопротивления, и в дебютной режиссёрской работе рок-музыканта Лучано Лигабуэ «Радио Фречча» сыграл радиоведущего. Первый фильм участвовал в конкурсной программе Венецианского международного кинофестиваля, второй был удостоен на родине многих наград, а Аккроси принёс премию «Давид ди Донателло» за лучшую мужскую роль.
В 2001 году Стефано играл ведущую роль в фильме режиссёра Ферзана Озпетека «Феерия непонимания», который участвовал в конкурсе в 2001 году на Берлинском международном кинофестивале. Этот фильм имел большой успех в Италии и в Турции, и Аккорси, который играл роль гомосексуалиста, получил три награды за свою игру.
В 2002 году Аккорси исполнил главную роль в телефильме «Молодой Казанова» Джакомо Баттиато.
Его следующим фильмом стал «Путешествие под названием любовь», принимал участие в Венецианском международном кинофестивале 2002 года и за который он получил Кубок Вольпи за лучшую мужскую роль.

## Личная жизнь
Был помолвлен с французской супермоделью Летицией Каста. У пары двое детей — сын Орландо (род. 21 сентября 2006) и дочь Атена (род. 29 августа 2009).
24 ноября 2015 года Аккорси женился на Бьянке Витали. У супругов двое сыновей — Лоренцо (род. 21 апреля 2017) и Альберто (род. август 2020). 

## Фильмография

### Фильмы
| Год  | Русское название                 | Оригинальное название               | Режиссёр            | Роль                   |
| 1992 | Братья и сёстры                  | Fratelli e sorelle                  | Пупи Авати          | Маттео                 |
| 1996 | Джек Фрушианте вышел из группы   | Jack Frusciante è uscito dal gruppo | Энца Негрони        | Алекс                  |
| 1996 | Моё поколение                    | La mia generazione                  | Вильма Лабате       | карабинер Боноли       |
| 1996 | Весна на велосипеде              | Vesna va veloce                     | Карло Маццакурати   |                        |
| 1998 | Найа                             | Naja                                | Анджело Лонгони     | Тонино                 |
| 1998 | Маленькие учителя                | I piccoli maestri                   | Даниэле Лукетти     | Джиджи                 |
| 1998 | Радио Фреччиа                    | Radiofreccia                        | Лучано Лигабуэ      | Иван «Фреччиа» Бенасси |
| 1999 | Завтра сделано вчера             | Ormai è fatta!                      | Энцо Монтелеони     | Хорст Фантаццини       |
| 1999 | Хороший человек                  | Un uomo perbene                     | Маурицио Дзаккаро   | Раффаэле Делла Валле   |
| 2000 | Апрельские капитаны              | Capitães de Abril                   | Мария де Медейруш   | капитан Салгейру Майя  |
| 2001 | Последний поцелуй                | L’ultimo bacio                      | Габриеле Муччино    | Карло                  |
| 2001 | Феерия непонимания               | Le fate ignoranti                   | Ферзан Озпетек      | Микеле                 |
| 2001 | Комната сына                     | La stanza del figlio                | Нанни Моретти       | Томмасо                |
| 2001 | Санта Марадона                   | Santa Maradona                      | Марко Понти         | Андреа                 |
| 2001 | Таблоид                          | Tabloid                             | Дэвид Блэр          | Лоренцо                |
| 2002 | Путешествие под названием любовь | Un viaggio chiamato amore           | Микеле Плачидо      | Дино Кампана           |
| 2002 | Молодой Казанова (ТВ)            | Il giovane Casanova                 | Джакомо Баттиато    | Джакомо Казанова       |
| 2004 | Ты везде                         | Ovunque sei                         | Микеле Плачидо      | Маттео                 |
| 2004 | Возвращённая любовь              | L’amore ritrovato                   | Карло Маццакурати   | Джованни               |
| 2005 | Механическая провинция           | Provincia meccanica                 | Стефано Мордини     | Марко                  |
| 2005 | Криминальный роман               | Romanzo Criminale                   | Микеле Плачидо      | комиссар Шалоя         |
| 2006 | Тигровые отряды                  | Les brigades du Tigre               | Жером Корнюо        | Ахилл Бьянки           |
| 2006 | Виноват Фидель                   | La faute à Fidel!                   | Жюли Гаврас         | Фернандо де ла Меса    |
| 2007 | Сатурн в противофазе             | Saturno contro                      | Ферзан Озпетек      | Антонио Понтесилли     |
| 2007 | Давай поцелуемся                 | Un baiser s’il vous plaît           | Эмманюэль Муре      | Клаудио                |
| 2007 | Два мира                         | Les deux mondes                     | Даниэль Коэн        | Антуан Геллер          |
| 2008 | Девушка и волки                  | La jeune fille et les loups         | Жиль Легран         | Джузеппе               |
| 2008 | Блюз малышки                     | Baby Blues                          | Диана Бертран       | Фабрицио               |
| 2009 | Не могу отказать                 | Je ne dis pas non                   | Илиана Лолич        | Маттео                 |
| 2010 | Поцелуй меня ещё раз             | Baciami ancora                      | Габриеле Муччино    | Карло                  |
| 2010 | Нас трое                         | Nous trois                          | Рено Бертран        | Филиппе Мартин         |
| 2011 | Лёгкая жизнь                     | La vita facile                      | Лучио Пеллегрини    | Лука Манци             |
| 2011 | Все солнца                       | Tous les soleils                    | Филипп Клодель      | Алессандро             |
| 2011 | Ржавчина                         | Ruggine                             | Даниэле Гальяноне   | Сандро                 |
| 2013 | Арбитр                           | L’arbitro                           | Паоло Зукка         | Кручани                |
| 2013 | Я путешествую одна               | Viaggio sola                        | Мария Соле Тоньяцци | Андреа                 |
| 2014 | Наша земля                       | La nostra terra                     | Джулио Манфредония  | Филиппо                |
| 2016 | Итальянская гонщица              | Veloce come il vento                | Маттео Ровере       | Лорис Де Мартино       |
| 2017 | Везучая                          | Fortunata                           | Серджо Кастеллитто  | Патрицио               |
| 2018 | Сделано в Италии                 | Made in Italy                       | Лучано Лигабуэ      | Рико                   |
| 2018 | Лучше дома места нет             | A casa tutti bene                   | Габриеле Муччино    | Паоло                  |
| 2019 | Чемпион                          | Il campione                         | Леонардо Д`Агостини | Валерио Фиоретти       |
| 2019 | Богиня Фортуна                   | La dea fortuna                      | Ферзан Озпетек      | Артуро                 |
| 2022 | Ложная память                    | Ipersonnia                          | Альберто Машиа      | Давид Дамиани          |

### Телесериалы
| Годы | Русское название | Оригинальное название  | Роль                   |
| 1995 | Ночные голоса    | Voci notturne          | Ринальдо               |
| 2012 | Мафиоза          | Mafiosa                | Энцо                   |
| 2013 | Клан каморристов | Il clan dei camorristi | Андреа Эспозито        |
| 2015 | 1992             | 1992                   | Леонардо Нотте         |
| 2016 | Молодой Папа     | The Young Pope         | премьер-министр Италии |
| 2017 | 1993             | 1993                   | Леонардо Нотте         |
|      | 1994             | 1994                   | Леонардо Нотте         |
|      | Новый Папа       | The New Pope           | премьер-министр Италии |